# United States v. U.S. District Court
United States v. U.S. District Court, 407 U.S. 297 (1972), aussi connu sous le nom de « Keith case », est un procès qui a fait date dans l'histoire juridique des États-Unis. La Cour suprême des États-Unis, par un vote unanime de 8-0, a affirmé que les exigences du quatrième amendement à la Constitution des États-Unis devaient être respectées lors de la surveillance domestique de menaces domestiques. Cet arrêt est aussi connu sous le nom de Keith decision.
Par exemple, un agent du FBI qui surveille les activités d'un groupe terroriste intérieur doit respecter le quatrième amendement. Si son activité mène à un procès, il doit dévoiler toutes les informations qu'il a recueillies lors de sa surveillance.